# Список самых продаваемых альбомов 2000-х годов (Великобритания)

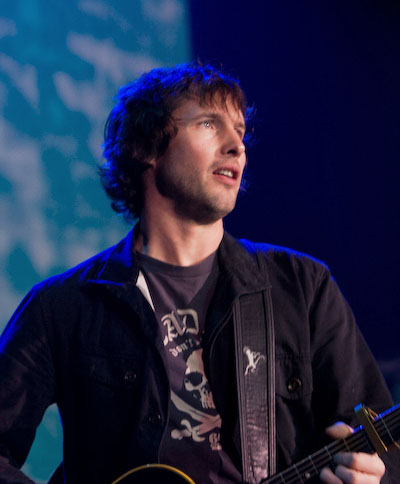
Певец Джеймс Блант выпустил самый продаваемый альбом первого десятилетия 2000-х годов: Back to Bedlam.

Список самых продаваемых альбомов 2000-х годов (List of best-selling albums of the 2000s (UK)) включает наиболее популярные по продажам музыкальные альбомы Великобритании 2000-х годов (первого десятилетия). Составляется компанией «The Official Charts Company» (ОСС).
С 2005 года при составления списка учитывались продажи как физических, так и закачки цифровых (digital) альбомов через легальные интернет-магазины.
BBC Radio 1 анонсировала этот чарт 28 декабря 2009 года в своей программе, презентованной ведущим DJ Nihal. Одновременно был представлен и Список самых продаваемых синглов десятилетия в Великобритании, который был анонсирован в серии из трёх шоу между 29 и 31 декабря 2009 года.
Певец Джеймс Блант выпустил самый продаваемый альбом первого десятилетия 2000-х годов: Back to Bedlam Титул самого продаваемого альбома десятилетия в итоге выиграл певец Джеймс Блант, чей дебютный альбом Back to Bedlam, вышедший в 2005 году разошёлся тиражом в 3,04 млн.экз. Это лишь на немного больше, чем у диска No Angel певицы Dido, занявшего второе место с тиражом 3,03 млн.экз.
В итоге всю верхнюю пятёрку заняли солисты (певцы и певицы): Эми Уайнхаус (3), Леона Льюис (4) и Дэвид Грэй (5). Группа The Beatles с компиляционным альбомом 1 стала наиболее успешной из групп, заняв 6-е итоговое место; группы Coldplay (8), Scissor Sisters (9) и Take That (10) замкнули десятку.

## Список
| Позиция | Исполнитель     | Альбом                      | Год  | Позиция | Продажи (2000—2009) |
| ------- | --------------- | --------------------------- | ---- | ------- | ------------------- |
| 1       | Джеймс Блант    | Back to Bedlam              | 2004 | 1       | 3,040,000           |
| 2       | Dido            | No Angel                    | 2000 | 1       | 3,030,000           |
| 3       | Эми Уайнхаус    | Back to Black               | 2006 | 1       | 2,980,000           |
| 4       | Леона Льюис     | Spirit                      | 2007 | 1       | 2,810,000           |
| 5       | Дэвид Грэй      | White Ladder                | 1998 | 1       |                     |
| 6       | The Beatles     | 1                           | 2000 | 1       | 2,800,000           |
| 7       | Dido            | Life For Rent               | 2003 | 1       |                     |
| 8       | Coldplay        | A Rush of Blood to the Head | 2002 | 1       |                     |
| 9       | Scissor Sisters | Scissor Sisters             | 2004 | 1       |                     |
| 10      | Take That       | Beautiful World             | 2006 | 1       |                     |